# Красномакское сельское поселение
Красномакское сельское поселение (укр. Красномацьке сільське поселення, крымскотат. Büyük Qaralez köy yurtu, Буюк Къаралез кой юрту) — муниципальное образование в составе Бахчисарайского района Республики Крым России.
Административный центр — село Красный Мак.

## География
Поселение расположено на юге района, гранича на севере и востоке с Куйбышевским сельским поселеним и на юге и западе — с землями Нахимовского и Балаклавского районов Севастополя. Находится в пределах Второй гряды Крымских гор, занимает земли Каралезской долины, по левому берегу Бельбека в среднем течении и Черкез-Керменскую долину.
Площадь поселения 49,1 км².
Транспортное сообщение осуществляется по межмуниципальнным автодорогам 35К-010 Танковое — Оборонное и 35Н-066 Верхнесадовое — Фронтовое — Красный Мак (по украинской классификации — Т-0105 и С-0-10228).

## Население
| 2001  | 2014  | 2015  | 2016  | 2017  | 2018  | 2019  |
| ----- | ----- | ----- | ----- | ----- | ----- | ----- |
| 4591  | ↘4235 | →4235 | ↘4212 | ↘4175 | ↘4137 | ↘4090 |
| 2020  | 2021  |       |       |       |       |       |
| ↗4131 | ↗4354 |       |       |       |       |       |

## Населенные пункты
В состав поселения входят 4 населённых пункта:
| № | Населённый пункт | Тип населённого пункта       | Население, 2014 |
| - | ---------------- | ---------------------------- | --------------- |
| 1 | Красный Мак      | село, административный центр | ↘1663           |
| 2 | Залесное         | село                         | ↘285            |
| 3 | Ходжа-Сала       | село                         | ↘53             |
| 4 | Холмовка         | село                         | ↘2234           |

## История
В начале 1920-х годов в составе Бахчисарайского района  был образован Биюк-Каралезский сельсовет, видимо, при создании в Крыму системы сельсоветов. На момент всесоюзной переписи населения 1926 года он включал 4 села: Баркой, Биюк-Каралез, Кабарты и Орта-Каралез. В 1935 году из Бахчисарайского района выделен новый Фотисальский район, в том же году (по просьбе жителей), переименованный Куйбышевский, которому переподчинили сельсовет.
Указом Президиума Верховного Совета РСФСР от 21 августа 1945 года «О переименовании сельских Советов и населенных пунктов Крымской области» Биюк-Каралезский сельсовет был переименован в Красномакский сельский совет. С 25 июня 1946 года сельсовет в составе Крымской области РСФСР, а 26 апреля 1954 года Крымская область была передана из состава РСФСР в состав УССР. На 15 июня 1960 года в составе совета числились населённые пункты:

| - Залесное - Красный Мак - Кре́пкое | - Фронтовое - Холмовка |

Указом Президиума Верховного Совета УССР «Об укрупнении сельских районов Крымской области», от 30 декабря 1962 года Куйбышевский район был упразднён и сельсовет вновь присоединили к Бахчисарайскому. 15 февраля 1965 года Фронтовое передано в состав Севастопольского горсовета. Крепкое исключено из списков после 1 июня 1977 года, поскольку на эту дату ещё числилось среди действующих. Ходжа-Сала возрождена в 1990 году. С 12 февраля 1991 года село в восстановленной Крымской АССР, 26 февраля 1992 года переименованной в Автономную Республику Крым.
С 21 марта 2014 года в составе Крыма аннексировано Россией.
Статус и границы новообразованного сельского поселения установлены Законом Республики Крым от 5 июня 2014 года № 15-ЗРК «Об установлении границ муниципальных образований и статусе муниципальных образований в Республике Крым».